# Dan Nica

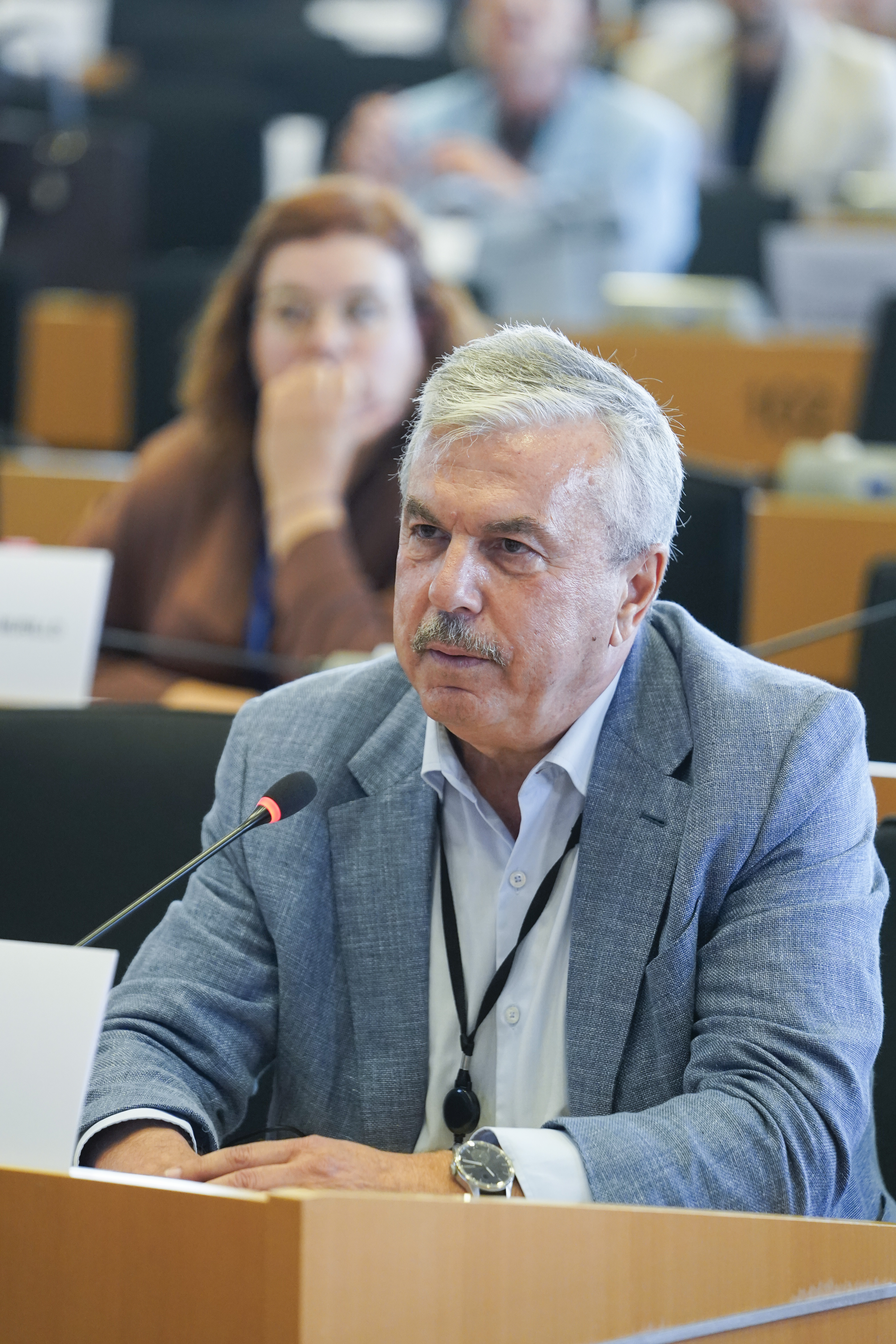
Dan Nica (2024)

Dan Nica (* 2. Juli 1960 in Panciu) ist ein rumänischer Ingenieur und Politiker der Partidul Social Democrat (PSD).

## Leben
Nica studierte an der Technischen Universität Iași Ingenieurswesen.
Seit 1996 war Nica Abgeordneter in der Abgeordnetenkammer Rumäniens. Von 2000 bis 2004 und von 2012 bis 2014 war Nica Minister für Kommunikation und Informationstechnologie in den Regierungskabinetten (Ponta I und Ponta II) von Victor Ponta. Zwischenzeitlich war er kurzzeitig 2009 Innenminister und bis zum 1. Oktober 2009 Stellvertretender Ministerpräsident von Rumänien im Kabinett Boc I von Emil Boc. Dort war er Mitglied im Haushaltskontrollausschuss und Ausschuss für Industrie, Forschung und Energie, sowie in der Delegation für die Beziehungen zu den Vereinigten Staaten.
Nica ist seit 2014 Mitglied im Europäischen Parlament. Er ist verheiratet und hat ein Kind.

## Schriften
- Guvern, cetățean, societatea informaţională („Regierung, Bürger, IT-Society“)

## Preise und Auszeichnungen
- Stern von Rumänien